# Gross-Titlis-Schanze
Gross-Titlis-Schanze – duża skocznia narciarska o punkcie konstrukcyjnym K125 i rozmiarze HS140, zlokalizowana w szwajcarskim Engelbergu, na północnym stoku szczytu Titlis (3238 m n.p.m.), na wysokości 1180 m n.p.m., otwarta w 1971 r. Nie jest wyposażona w igelit.
W skład kompleksu, oprócz Gross-Titlis-Schanze, wchodziły również obiekty: K-62 (Klein-Titlis-Schanze z 1964 r.), K-36 (Bubenschanze z 1967 r.) i K-10.

## Historia
Engelberg był jedną z pierwszych miejscowości w Szwajcarii, które posiadały skocznię narciarską. W jej tworzeniu i rozwoju od początku uczestniczył miejscowy klub narciarski - złożony w 1903 r. - Sport-Club Engelberg. Pierwszy tutejszy konkurs, w którym wzięło udział 10 skoczków, odbył się w 1904 r. w obecności niewielkiej liczby widzów. W tym samym roku generalne zgromadzenie klubu przyznało kredyt 133 franków i 50 czarnych koni na budowę nowej skoczni – Saindrainschanze, otwartej w 1907 r. Po zaledwie kilku latach okazało się, że obiekt jest przestarzały. Dlatego na początku lat 20. XX wieku zdecydowano o budowie nowej skoczni na zboczach góry Titlis. 4 lata po otwarciu obiektu rozegrano na nim zawody, podczas których zginął jeden ze skoczków, a kilku zostało rannych, dlatego cała konstrukcja została po raz pierwszy poddana przebudowie. Dodatkowo reaktywowano Sandrainschanze. Z biegiem lat jednak żadna z nich nie odpowiadała obowiązującym standardom. W związku z tym, w 1964 r. oddano do użytku średnią skocznię K-62 Klein-Titlis-Schanze, a w 1971 r. dużą Gross-Titlis-Schanze. Zaczęto organizować na niej międzynarodowe zawody, jednak w 1983 r. Międzynarodowa Federacja Narciarska (FIS) uznała, że obiekt ponownie nie spełnia wymogów. Z tego powodu w 1984 r. skocznia po raz kolejny została zmodernizowana. Od tego czasu na Gross-Titlis-Schanze regularnie odbywają się zawody Pucharu Świata. Od 2016 r. obiekt posiada sztuczne oświetlenie. Konkursy w Engelbergu już od lat są ostatnimi zawodami Pucharu Świata przed świętami Bożego Narodzenia i Turniejem Czterech Skoczni. W marcu 2016 r. rozpoczęła się przebudowa skoczni. Jej koszt wyniósł 2,9 milionów franków szwajcarskich, a objęła ona m.in. podniesienie progu o 2 metry i cofnięcie go o 4 metry, montaż torów lodowych TopSpeed (pierwsze na świecie tory podświetlane modułami LED), przystosowanie do obecnych standardów FIS oraz instalację nowego, bardziej wydajnego systemu oświetlenia. Przebudowa zakończyła się w październiku 2016 r. Rozmiar przebudowanego obiektu wynosi 140 metrów. Pierwsze zawody po modernizacji przeprowadzono w dniach 17–18 grudnia 2016, z czego pierwszy konkurs odbył się przy sztucznym oświetleniu.

## Parametry skoczni
Dane sprzed przebudowy w 2016 r.: 
- Punkt konstrukcyjny: 125 m
- Wielkość skoczni (HS): 137 m
- Długość rozbiegu: 123 m
- Nachylenie progu: 10,5°
- Wysokość progu: 3,2 m
- Nachylenie zeskoku: 34°

Dane po przebudowie w 2016 r.:
- Punkt konstrukcyjny: 125 m
- Wielkość skoczni (HS): 140 m
- Długość rozbiegu: 99 m
- Nachylenie progu: 11,0°
- Wysokość progu: 3,15 m
- Nachylenie zeskoku: 37,8°/34,8°/32,2°

## Rekordziści skoczni
| Lp. | Dzień       | Rok  | Zawodnik                 | Odległość | Zawody                       | Uwagi               |
| --- | ----------- | ---- | ------------------------ | --------- | ---------------------------- | ------------------- |
| 1.  | 2 marca     | 1980 | Anton Innauer            | 115,0 m   | Puchar Świata                |                     |
| 2.  | 25 stycznia | 1981 | Per Bergerud             | 119,5 m   | Puchar Świata                |                     |
| 3.  | 26 lutego   | 1984 | Matti Nykänen            | 120,5 m   | Mistrzostwa Świata           |                     |
| 4.  | 17 lutego   | 1985 | Jens Weißflog            | 121,0 m   | Puchar Świata                |                     |
| 5.  | 17 lutego   | 1985 | Ladislav Dluhoš          | 123,0 m   | Puchar Świata                |                     |
| 6.  | 17 lutego   | 1985 | Jens Weißflog            | 124,0 m   | Puchar Świata                |                     |
| 7.  | 11 lutego   | 1990 | Andi Rauschmeier         | 124,0 m   | Puchar Świata                | wyrównanie rekordu  |
| 8.  | 15 stycznia | 1995 | Roberto Cecon            | 125,5 m   | Puchar Świata                |                     |
| 9.  | 15 stycznia | 1995 | Andreas Goldberger       | 125,5 m   | Puchar Świata                | wyrównanie rekordu  |
| 10. | 15 stycznia | 1995 | Christian Moser          | 125,5 m   | Puchar Świata                | wyrównanie rekordu  |
| 11. | 15 stycznia | 1995 | Espen Bredesen           | 125,5 m   | Puchar Świata                | wyrównanie rekordu  |
| 12. | 15 stycznia | 1995 | Dieter Thoma             | 126,5 m   | Puchar Świata                |                     |
| 13. | 15 stycznia | 1995 | Andreas Goldberger       | 127,0 m   | Puchar Świata                |                     |
| 14. | 14 stycznia | 1996 | Christof Duffner         | 127,5 m   | Puchar Świata                |                     |
| 15. | 14 stycznia | 1996 | Reinhard Schwarzenberger | 127,5 m   | Puchar Świata                | wyrównanie rekordu  |
| 16. | 14 stycznia | 1996 | Andreas Goldberger       | 127,5 m   | Puchar Świata                | wyrównanie rekordu  |
| 17. | 3 stycznia  | 1999 | Bjørn Einar Romøren      | 132,5 m   | Puchar Kontynentalny         |                     |
| 18. | 15 grudnia  | 2001 | Stephan Hocke            | 134,0 m   | Puchar Świata                |                     |
| 19. | 15 grudnia  | 2001 | Veli-Matti Lindström     | 134,0 m   | Puchar Świata                | wyrównanie rekordu  |
| 20. | 15 grudnia  | 2001 | Alan Alborn              | 137,0 m   | Puchar Świata                |                     |
| 21. | 15 grudnia  | 2001 | Simon Ammann             | 137,0 m   | Puchar Świata                | wyrównanie rekordu  |
| 22. | 20 grudnia  | 2003 | Sigurd Pettersen         | 137,5 m   | Puchar Świata                |                     |
| 23. | 18 grudnia  | 2004 | Jakub Janda              | 139,0 m   | Puchar Świata                |                     |
| 24. | 18 grudnia  | 2004 | Janne Ahonen             | 141,0 m   | Puchar Świata                |                     |
| 25. | 20 grudnia  | 2009 | Simon Ammann             | 141,0 m   | Puchar Świata                | wyrównanie rekordu  |
| 26. | 27 grudnia  | 2011 | Jaka Hvala               | 142,5 m   | Puchar Kontynentalny         | rekord nieoficjalny |
| 27. | 21 grudnia  | 2013 | Jan Ziobro               | 141,0 m   | Puchar Świata                | wyrównanie rekordu  |
| 28. | 19 grudnia  | 2014 | Anders Bardal            | 141,0 m   | Puchar Świata – kwalifikacje | wyrównanie rekordu  |
| 29. | 20 grudnia  | 2015 | Peter Prevc              | 142,0 m   | Puchar Świata                |                     |
| 30. | 18 grudnia  | 2016 | Kamil Stoch              | 143,5 m   | Puchar Świata                |                     |
| 31. | 18 grudnia  | 2016 | Domen Prevc              | 144,0 m   | Puchar Świata                |                     |
| 32. | 16 grudnia  | 2018 | Ryōyū Kobayashi          | 144,0 m   | Puchar Świata                | wyrównanie rekordu  |
| 33. | 18 grudnia  | 2020 | Kamil Stoch              | 146,0 m   | Puchar Świata – trening      | rekord nieoficjalny |